# Karl Duguid
Karl Anthony Duguid (Letchworth, 21 marzo 1978) è un allenatore di calcio ed ex calciatore inglese, di ruolo centrocampista.

## Carriera

### Giocatore
Dopo aver giocato nelle giovanili del Colchester Utd Duguid esordisce in prima squadra (e contestualmente tra i professionisti) nella stagione 1995-1996, quando, all'età di 17 anni, realizza un gol in 16 presenze nella quarta divisione inglese, categoria in cui milita fino alla vittoria dei play-off nella stagione 1997-1998. Nel 1997 sbaglia inoltre un rigore decisivo nella finale (persa) di Football League Trophy. Nel 1998, all'età di 20 anni, gioca la sua prima vera stagione da titolare, segnando 4 reti in 33 presenze in terza divisione, categoria in cui trascorre poi quasi un decennio (per la precisione otto anni, ovvero fino al termine della stagione 2005-2006) giocando stabilmente da titolare, e contribuendo nella stagione 2005-2006 alla prima promozione in seconda divisione nella storia del Colchester United, con cui poi tra il 2006 ed il 2008 gioca 80 partite in questa categoria (43 con 5 reti nella stagione 2006-2007 e 37 nella stagione 2007-2008).
Nell'estate del 2008 viene ceduto al Plymouth, altro club di seconda divisione, con cui firma un contratto biennale; nelle stagioni 2008-2009 e 2009-2010 gioca quindi rispettivamente 39 e 42 partite in seconda divisione, a cui aggiunge 26 partite in terza divisione nella stagione 2010-2011, conclusa con una seconda retrocessione consecutiva, in quarta divisione, a seguito della quale lui ed altri otto compagni di squadra vengono svincolati.
Rimasto senza squadra, Duguid fa ritorno al Colchester United, in terza divisione; di fatto, pur lasciando il club solamente al termine della stagione 2013-2014, gioca con continuità solamente nella stagione 2011-2012, mentre nel biennio seguente disputa in totale sole 6 partite (5 nella stagione 2012-2013 ed una nella stagione 2013-2014) lavorando nel contempo come collaboratore tecnico della prima squadra. Al momento del suo addio, nel 2014, lascia anche il calcio professionistico, dopo 524 presenze e 47 reti nei campionati della Football League e dopo un totale di 465 presenze e 48 reti tra tutte le competizioni ufficiali con la maglia del Colchester United, club di cui è anche stato capitano e di cui è uno dei giocatori più rappresentativi di sempre. Il suo effettivo ritiro dal mondo del calcio avviene tuttavia solamente al termine della stagione 2017-2018, dopo una serie di esperienze in club semiprofessionistici (ad eccezione di 3 presenze in quinta divisione con il Welling Utd nella stagione 2014-2015, tutte le altre sono dalla settima divisione in giù).

### Allenatore
Dopo un'esperienza biennale con il doppio ruolo di giocatore ed allenatore agli Stanway Rovers (suo ultimo club da giocatore), ha continuato ad allenare in vari club semiprofessionistici inglesi.